# Hermann Heid

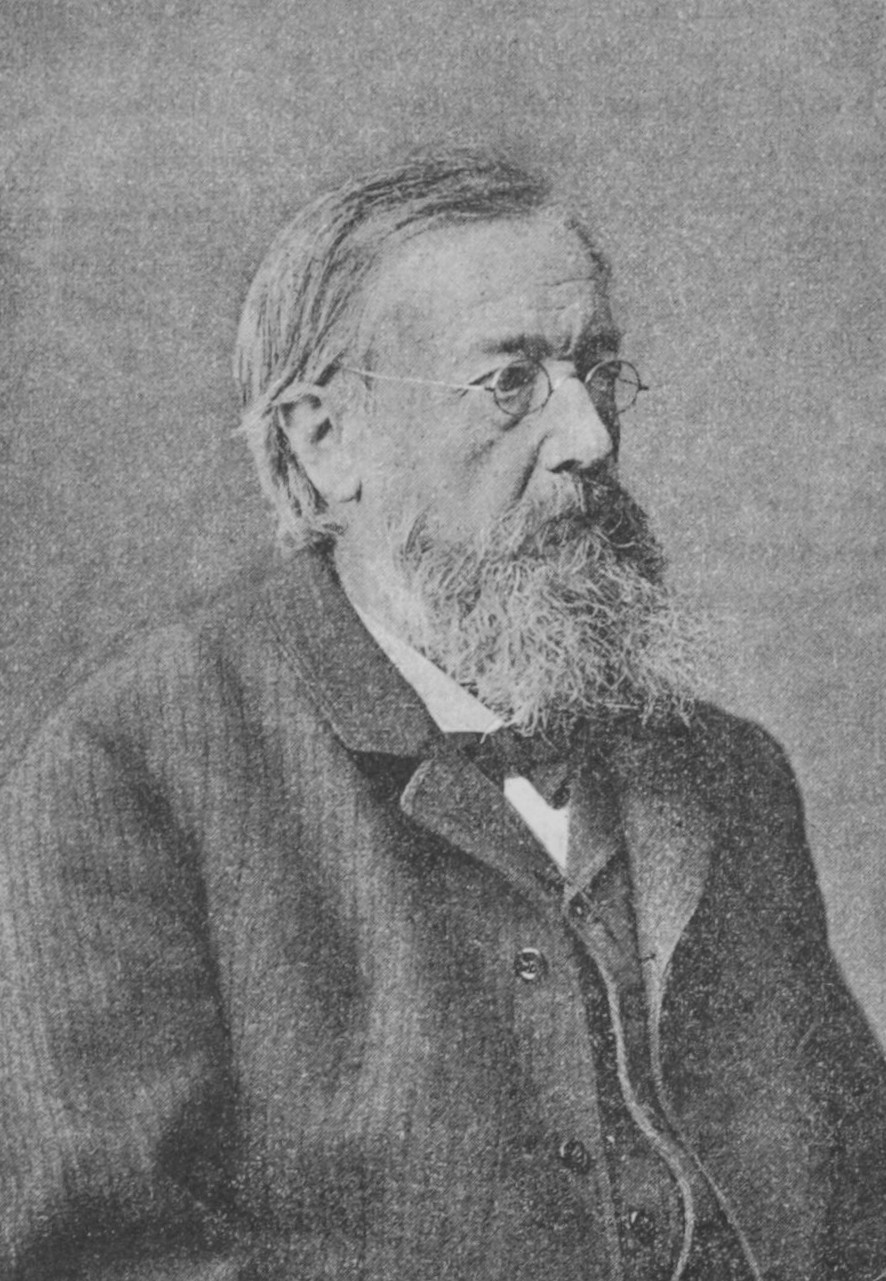
Hermann Heid

Hermann Heid (* 1834 in Darmstadt; † 21. März 1891 in Wien) war ein österreichischer Chemiker, Fotograf und Fabrikant.

## Leben
Heid studierte in Gießen und Heidelberg. Die Fotografie erlernte er bei Julius Schnauß in Jena. Er arbeitete anschließend im Atelier von Emil Rabending, dessen technischer Leiter er mehrere Jahre war. 1861 eröffnete er sein eigenes Atelier in Wien. Er produzierte auch Foto-Utensilien.
Aus seinem eigenen fotografischen Werk waren insbesondere Landschafts-, Interieur- und Kinderfotos bekannt. Seine Foto-Arbeiten und die von ihm hergestellten Utensilien errangen insgesamt elf Preismedaillen.
Heid war Vorstandsmitglied der Photographischen Gesellschaft in Wien.
Heid, der an einer Darmerkrankung litt, starb an einer Lungenentzündung. Er wurde auf dem Ortsfriedhof in Mödling beigesetzt. Seine Witwe führte sein Geschäft weiter.

## Ehrungen
- 1873: Fortschrittsmedaille bei der Weltausstellung in Wien
- 1878: silberne Voigtländer-Medailler der Photographischen Gesellschaft
- Goldenes Verdienstkreuz mit Krone

## Schriften
- Notizen für Amateure und Forschungsreisende zur Behandlung photographischer Platten und über die Haltbarkeit derselben. In: Jahrbuch für Photographie und Reproduktionstechnik. Bd. 1 (1887), S. 129–131.(https://doi.org/10.11588/diglit.42282.27)
- Ueber das Kreidegoldbad zum Tonen von Aluminiumbildern. In: Jahrbuch für Photographie und Reproduktionstechnik. Bd. 2 (1888), S. 243f. (https://doi.org/10.11588/diglit.42282.27).